# Pasir Jambu (Tanggeung)
Pasir Jambu is een bestuurslaag in het regentschap Cianjur van de provincie West-Java, Indonesië. Pasir Jambu telt 4478 inwoners (volkstelling 2010).